# 超酸化物
超酸化物（ちょうさんかぶつ、英語: superoxide）とは、スーパーオキシドアニオン（化学式: O−
2）を含む化学物質の総称である。自然界では酸素分子（O2）の一電子還元により広範囲に生成している点が重要であり、1つの不対電子を持つ。スーパーオキシドアニオンは、二酸素と同様にフリーラジカルであり、常磁性を有する。一般に活性酸素と呼ばれる化学種の一種である。

ルイス式で表したスーパーオキシドアニオン。それぞれの酸素原子に存在する、6つの外殻電子を黒点で表している。周りにある電子対は2つの酸素原子に共有され、左上には不対電子があり、（イオン化の時に）付加した電子による負電荷は赤点で表す。

## 生成、基本的な反応、構造
超酸化物の酸素原子はそれぞれ酸化数が−1/2である。O−
2のO–O結合距離は1.33 Åであり、それに対して、O2では1.21 Å、O2−
2では1.49 Åである。
O2とアルカリ金属とを直接反応させることで、超酸化セシウム（CsO2）、超酸化ルビジウム（RbO2）、超酸化カリウム（KO2）、超酸化ナトリウム（NaO2）が生成する。500 °C、300 気圧以下の条件下では過酸化ナトリウム（Na2O2）が生成するので超酸化ナトリウム（NaO2）を生成するには500 °C、300気圧の高温高圧が必要である。Mg、Ca、Sr、Baなどアルカリ土類金属が酸素と反応した場合は相当する過酸化物塩が主生成物となり、副生成物（すなわち不純物）として相当する超酸化物塩が含まれる。
超酸化カリウムはO−
2試剤として通常採用される試薬である。純度は~96%であり不純物としては過酸化カリウムを含む。
還元の過程では結合次数はO2の2、O−
2の1.5、O2−
2の1へと変化する。
超酸化物とアルカリ金属との塩は橙〜黄色の結晶で乾燥状態では極めて安定である。しかし水に溶かすと、O−
2は速やかに不均化する。
{\displaystyle {\ce {2O2^- + H2O -> O2(g) + HO2^- + OH^-}}}
{\displaystyle {\ce {2HO2^- -> O2(g) + 2OH^-}}} (律速)
この反応において O−
2は強いブレンステッド塩基として作用し、最初は共役酸のHO2（ヒドロペルオキシルラジカル）が生成する。しかしそのpKaは4.88であるため、中性条件のpH 7では超酸化物の大部分はO−
2イオンとして存在する。
固体の塩も加熱により分解する。
{\displaystyle {\ce {2NaO2 -> Na2O2 + O2(g)}}}
この反応はスペースシャトルや潜水艦で使用される化学酸素発生装置で超酸化カリウムが酸素源として利用される原理となっている。あるいは超酸化物は消防隊員の酸素タンクの酸素源としても既に利用されている例がある。下記の反応のように閉鎖系で二酸化炭素の回収剤としても利用される。
{\displaystyle {\ce {4MO2(s) + 2CO2(g) -> 2M2CO3 + 3O2(g)}}}
溶液下のO−
2の反応性が詳しく研究されるようになるのは、O−
2の酵素反応をESR分光計で追跡したのが始まりである（生体における超酸化物の節で詳しく説明する）。
水溶液中ではO−
2は不安定であるが、DMSO溶液中で、相間移動触媒の16-C-6で超酸化カリウムを可溶化した場合は安定化され溶媒との反応は遅い。また超酸化カリウムを炭酸ビステトラメチルアンモニウム（(Me4N)2CO3）とをメタセシスすると、純度~93%で超酸化テトラメチルアンモニウム（Me4NO2）が得られ、これはアセトニトリルのような非プロトン溶媒に溶解する。
水溶液中で、用時調整で純度が高いO−
2を発生させるには、O2のパルス放射線分解や過酸化水素水溶液の光分解が知られている。非水溶液での用時調整では分子酸素の電気化学還元や塩基による過酸化水素の分解が知られている。そしてDMSO溶液では酸素飽和下に塩基性アニリンによる生成反応も知られている。
{\displaystyle {\ce {2PhNH2 + 2OH^- + 3O2 -> 2O2^- + PhN=NPh + H2O2 + 2H2O}}}
非水溶液下ではO−
2はアルキルハライド等に対する求核的反応や、有機化合物に対して一電子酸化剤として反応が知られている。そしてCu2+など幾つかのと錯体を形成する。

## 生体における超酸化物
生体中に発生したスーパーオキシドアニオンは、スーパーオキシドディスムターゼ（SOD）と呼ばれる酸化還元酵素で二段階の一電子酸化還元を経て過酸化水素に変化する。
{\displaystyle {\ce {2O2^- + 2H^+ -> O2 + H2O2}}}
この過酸化水素はさらにカタラーゼやペルオキシダーゼで無害化される。
また、生体における超酸化物は毒性を示し、免疫系では侵入した微生物を殺すのに採用されている。食細胞では、超酸化物は酵素のNADPHオキシダーゼにより大量に生成され、酸素依存性の侵入病原体の殺菌機構の一部として働いている。NADPHオキシダーゼ遺伝子の突然変異は容易に感染する特徴をもつ慢性肉芽腫症と呼ばれる免疫不全症候群を引き起こす。一方、病原菌のSOD遺伝子をノックアウトすると病原性を失う。
超酸化物は、ミトコンドリア（Complex I および Complex III）をはじめ呼吸代謝に関与する多くの酵素から副生成物として生じており、代表としてはキサンチンオキシターゼが知られている。
超酸化物が毒性を示すので、酸素が存在する全ての細胞小器官の近傍には、超酸化物代謝酵素、スーパーオキシドディスムターゼなどさまざまなアイソザイムが含まれている。SODは極めて効果的な酵素で、倍の速度で超酸化物を消失させ拡散させることができる。他のタンパク質（例：ヘモグロビン）では超酸化物を生成あるいは作用させる両方の働きをする上にSOD類似作用としては弱い。細菌からマウスまでに対して、SOD遺伝子をノックアウトすると細胞組織の有害な遺伝形質となり、生体における超酸化物の毒性機構の重要な手掛かりが得られる。
ミトコンドリアおよび細胞質の両方でSODを欠く酵母は、空気中では全く増殖しない。しかし、嫌気的条件下の培養では全く影響を受けない。細胞質のSODを欠く場合は突然変異や遺伝子の不安定化が増大する。ミトコンドリアのSOD（MnSOD）を欠くマウスは、神経変性、心筋症、乳酸アシドーシスで生後21日で死亡した。細胞質のSOD（CuZnSOD）を欠くマウスは生存するが、複数の病変を示し、生存期間の短縮、肝癌、筋萎縮症、白内障、胸腺萎縮、溶血性貧血、メスの早期閉経などが増加した。
超酸化物は多くの疾病の原因に関与していると推定されている（放射線障害や酸素過剰症については強い根拠がある）。そして、恐らくは、酸化による細胞への障害を通じて加齢にも関与していると推定されている。
特定の環境条件下では超酸化物の作用による病変は強く現れる。実際、マウスやラットではCuZnSODあるいはMnSODの過剰発現は脳卒中や心臓発作の抵抗性を増す。一方。超酸化物の加齢における役割は現在のところ未解明である。CuZnSODを遺伝子ノックアウトしたモデル生物（酵母、ショウジョウバエ、マウス）では生存期間の短縮と老化の兆候（白内障、筋萎縮、黄斑変性症、胸腺萎縮）の加速が見られた。それに対して、CuZnSOD量を増やした場合は（恐らくはショウジョウバエの場合を除き）一貫した生存期間の延長は見られなかった。最も一般的な見解によると、（超酸化物に起因して、導かれる様々な要因による）酸化による障害は寿命を制限するいくつかの要因の1つであると考えられている。
人体からスーパーオキシドアニオンを除去するにはビタミンC、ポリフェノールなどが有効とされている。

### O2-捕捉剤
生体内でスーパーオキシドアニオンを捕捉する抗酸化物質の一覧
- スーパーオキシドディスムターゼ
- アスコルビン酸
- ビリルビン